# Erik Leonard Ekman
Erik Leonard Ekman (Estocolmo, 14 de octubre de 1883-Santiago de los Caballeros, R. Dominicana, 15 de enero de 1931) fue un botánico y explorador sueco.

## Biografía
Erik Leonard Ekman 
Luego obtuvo su grado de bachiller en 1907 en la Universidad de Lund en el sur de Suecia, y le fue ofrecido un pasaje en barco a Argentina con una compañía naviera sueca. Allí pasa 3 meses en Misiones colectando plantas, ayudado grandemente por la colonia sueca que se había establecido en esa área. Mientras tanto se le ofreció un puesto de amanuense Regnelliano en el Museo Sueco de Historia Natural en Estocolmo, el cual aceptó gratamente. Comenzó su servicio en el museo en 1908. Gracias al apoyo financiero del fondo Regnell, pudo viajar ampliamente por Europa y estudiar con muchos de los botánicos prominentes de la época.
Ekman presentó su disertación doctoral en Lund en 1914. En el mismo año se suponía que partiera en la tercera expedición Regnelliana a Sudamérica. Su objetivo era Brasil, pero Ekman recibió una instrucción de los profesores Ignatius Urban (de Berlín) y C. Lindman (de Estocolmo) para hacer pequeñas paradas en Cuba (1 mes) y en la Española (8 meses) para colectar especímenes para el proyecto botánico "Symbolae Antillanae" de Urban. Ekman aceptó hacerlo bajo protesta, pero todo empeoró después por la demora adicional de dos años de su plan original de ir a Brasil debido al comienzo de la Primera Guerra Mundial, disturbios políticos en Haití, y una epidemia de peste en Cuba.
Ekman desembarcó en La Habana en 1917 y permaneció en Cuba durante 10 años (?), excepto por una corta visita a Haití en el primer año de su llegada. Después de varias discusiones y presiones desde Estocolmo, por parte de la Real Academia de las Ciencias de Suecia, Ekman regresó finalmente a Haití en 1924 (?), donde comenzó un intenso periodo de trabajo de campo hasta 1928, cuando fue a la República Dominicana para seguir más estudios.
Hacia finales de 1930, Ekman había decidido cumplir finalmente su misión original: Brasil. Sin embargo, el viaje nunca ocurrió, debido a que Ekman falleció súbitamente a la edad de 47 años el 15 de enero de 1931, en la ciudad de Santiago de los Caballeros en República Dominicana. Murió de influenza después de haber sido abatido y debilitado por neumonía, ataques de malaria y fiebres de vómito negro. Nunca regresó a Suecia desde que la abandonó por segunda vez.
Ekman fue enterrado en Santiago de los Caballeros donde también fueron erigidas una estatua y una placa para honrarlo. Existen también calles que llevan su nombre en las ciudades de Santiago y de Santo Domingo.

## Legado
Ekman contribuyó con el conocimiento de la flora de las Antillas más que ningún otro científico previamente. Describió más de 2000 especies nuevas para la ciencia (una gran cantidad de las cuales fueron nombradas con su nombre), más notorio esto dado que por ese periodo se consideraba que la flora caribeña estaba bastante bien documentada.
Sus colecciones son usadas todavía muy activamente en la investigación sobre la flora de las Antillas.
Ekman colectó 36.000 números, los que con los duplicados suman más de 150.000 especímenes. También hizo algunos descubrimientos geográficos, dibujó nuevos mapas de las montañas de Haití y fue uno de los primeros en medir con mayor precisión la más alta montaña de las Antillas, el Pico Duarte. Ekman colectó también aves, mamíferos y reptiles.

## Honores
En Cuba existe un departamento especial en el Jardín Botánico Nacional que lleva su nombre, que contiene especies de plantas que están relacionadas con sus obras.
La fundación sueca Instituto Ekman fue establecida en 1991 en su honor. Los objetivos de la fundación son intensificar el intercambio científico y cultural entre Suecia y los países Antillanos.
Un trabajo biográfico sobre Ekman está en realización (autores Thomas A. Zanoni (Nueva York) y Roger Lundin (Suecia). Esa biografía tratará tanto sobre su vida como sobre su obra.

### Epónimos
De sus colectas, más de cuatrocientas especies llevan su nombre, como el guabairo de la Española (Antrostomus ekmani), y los géneros:
1. (Asteraceae) Ekmania Gleason[2]
2. (Asteraceae) Ekmaniopappus Borhidi[3]
3. (Asteraceae) Elekmania B.Nord.[4]
4. (Melastomataceae) Ekmaniocharis Urb.[5]
5. (Myrtaceae) Myrtekmania Urb.[6]
6. (Piperaceae) Manekia Trel.[7]
7. (Poaceae) Ekmanochloa Hitchc.[8]

- La abreviatura «Ekman» se emplea para indicar a Erik Leonard Ekman como autoridad en la descripción y clasificación científica de los vegetales.[9]